# Damenisation
Die Damenisation war ein von Carl Heinrich Graun um die Mitte des 18. Jh. entwickeltes Tonsilbensystem, das an die Stelle der Solmisation treten sollte.

## Beschreibung
Graun, der als Opernkomponist und -kapellmeister berühmt wurde, aber auch ein bedeutender Sänger und Gesangslehrer war, ordnete den Stammtönen folgende Silben zu (aufsteigend von c bis c):
```
da, me, ni, po, tu, la, be, da
```

Wurden die Stammtöne um einen Halbton erhöht, erhielten deren Anfangskonsonanten den Anhang as; der Ton fis hieß also pas, der Ton cis das. Wurden die Stammtöne um einen Halbton erniedrigt, erhielten deren Anfangskonsonanten hingegen den Anhang es; der Ton b hieß also bes, der Ton es nes. Das Tonsilbensystem umfasste alle Vokale des Alphabets, was der Stimmbildung dienen sollte, und einige wichtige Konsonanten der deutschen Sprache, um die Sprechkultur zu fördern. Dass die Konsonantenpaare b und p, d und t „in den meisten Provinzen Deutschlands“ übebedürftig seien und dass sich die graunsche Damenisation hierfür besonders gut eigne, konnte man noch in der Encyclopädie der gesammten musikalischen Wissenschaften (1838) lesen. In Meyers Großem Konversations-Lexikon (1902–1908) stand nurmehr, Graun habe geglaubt, mit seinem Vorschlag „etwas Nützliches zu tun“. Das New Grove Dictionary of Music and Musicians (1989) schließlich wies darauf hin, dass der Wohlklang der graunschen Silben in einigen Tonarten nicht allzu ausgeprägt gewesen sei; die As-Dur-Tonleiter aufwärts etwa habe folgendermaßen gelautet:
```
les, bes, da, mes, nes, po, tu, les
```

Die Damenisation hatte nur vorübergehend einen gewissen Erfolg, vor allem in Grauns Schülerkreisen. Als „absolutes“ und vollständig chromatisiertes Tonsilbensystem kann sie als Vorläufer des eitzschen Tonworts gelten.